# Alonso Mudarra
Alonso Mudarra, född cirka 1510, död 1 april 1580, var en spansk kompositör och vihuelist under renässansen.  Han var en innovativ kompositör av såväl instrumental musik som sånger, och komponerade den äldsta bevarade musiken för gitarr.